# Max Gehrke
Max Ernst August Gehrke (* 15. Mai 1865 in Berlin; † 30. September 1943 in Frankfurt am Main) war ein deutscher promovierter Jurist und Abgeordneter des Provinziallandtages der Provinz Hessen-Nassau.

## Leben
Max Gehrke war ein Sohn des Berliner Gastwirts Johann Heinrich Gehrke und dessen Ehefrau Wilhelmine Albertine Rathke und studierte Rechtswissenschaften an der Friedrich-Wilhelms-Universität zu Berlin.
1887 kam er nach Frankfurt, um den juristischen Vorbereitungsdienst (Referendariat) zu leisten und wurde Mitglied im Verein zur Abwehr des Antisemitismus, der am 14. Dezember 1890 gegründet worden war.
1892 eröffnete er in Frankfurt eine Anwaltskanzlei und wurde 1911 zum Notar bestallt. Er betätigte sich politisch, trat 1910 der
Fortschrittlichen Volkspartei bei und wurde Vorsitzender der Ortsgruppe Frankfurt. 1919 wechselte er zur Deutschen Demokratischen Partei, die aus der Fortschrittlichen Volkspartei hervorging. Als deren Mandatsträger war er in den Jahren von 1909 bis 1924 Frankfurter Stadtverordneter. 1920 erhielt er ein Mandat für den Nassauischen Kommunallandtag des preußischen Regierungsbezirks Wiesbaden bzw. den Provinziallandtag der Provinz Hessen-Nassau, wo er Mitglied des Provinzialausschusses war.
1922 legte er sein Mandat nieder und zog sich 1924 vollständig aus der Politik zurück. 

## Auszeichnungen
- Justizrat